# Степки
Степки — колишнє село в Україні. Знаходиться в Овруцькому районі Житомирської області. Підпорядковувалось Переїздівській сільській раді.

## Географія
На північному сході від села бере початок річка Лозниця.

## Історія
У 1906 році в селі мешкало 70 осіб, налічувалось 9 дворових господарств.
Напередодні аварії на ЧАЕС мешкало 180 осіб. Виселено через радіоактивне забруднення внаслідок Чорнобильської катастрофи.